# Karadj
Karadj (també Karadj Abi Dulaf o al-Karaf) fou una antiga vila del Djibal a l'Iran, de situació exacta desconeguda, però segurament al sud-est de Hamadan, a mig camí entre aquesta ciutat i Esfahan. Abu Dulaf al-Kasim ibn Isa al-Idjili la va engrandir i va construir la fortalesa. Fou capital dels dulàfides fins al 897, quan els seus dominis van retornar al califat i va formar un districte. Va desaparèixer probablement el segle xiii.